# 106 км Рожневский Бор
106 км Рожневский Бор — населённый пункт в Тогучинском районе Новосибирской области. Входит в состав Кудринского сельсовета.

## География
Площадь населённого пункта — 1 гектар.

## Население
| 2002 | 2007 | 2010 |
| ---- | ---- | ---- |
| 19   | ↗21  | ↘17  |

## Инфраструктура
В населённом пункте по данным на 2007 год отсутствует социальная инфраструктура.